# Зіткнення суден

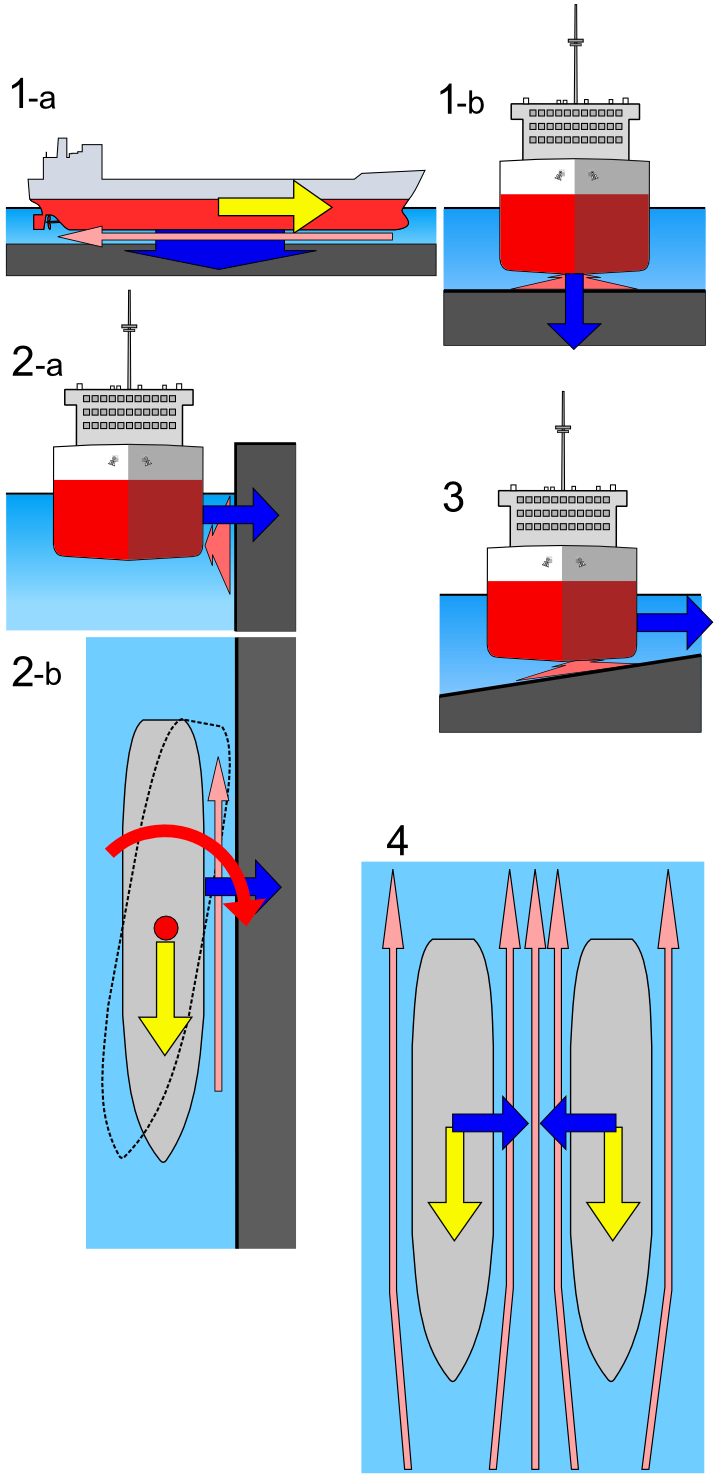
Схема: навал судна на стаціонарний об'єкт (1-3) або інше судно (4)

Зіткнення суден, нава́л — морська аварія, зближення суден, яке супроводжувалося заподіянням шкоди самим суднам, або їх оснащенню (шлюпкам, плотам тощо), вантажу, екіпажу чи пасажирам. До корабельних зіткнень умовно прирівнюються ситуації, коли в дійсності зближення не відбулося, але хибні дії одного з суден спричинили збитки іншому. Навалом також називається зіткнення корабля (судна), що має хід, з причалом, судном на якорі, на бочці, біля причалу, або з іншим плаваючим чи стаціонарним об'єктом під час проходу повз них, внаслідок якого відбулося ушкодження корпуса судна, що здійснило навал, або об'єкта, з яким воно зіткнулось, але без виводу їх з ладу. Причиною навалу можуть бути навігаційні помилки (неправильний розрахунок напрямку та швидкості вітру і течії, власної швидкості руху, запізніле погашення інерції, невірна перекладка стерна) або складні погодні умови. На відміну від зіткнення, пошкодження при навалі зазвичай мінімальні.

## Правові наслідки зіткнень
Правові наслідки суднових зіткнень, в усіх випадках, коли серед учасників аварії є морське судно, регулюються міжнародним морським правом. В цивільному праві відшкодування збитків, заподіяних зіткненням суден, здійснюється за правилом позадоговірної відповідальності відповідно до Міжнародної конвенції для уніфікації деяких правил щодо зіткнення суден (Брюссель, 1910). Конвенція регулює відшкодування збитків від зіткнень у відсотках або долях, пропорційно вині суден, що зіткнулись. Якщо зіткнення відбулося випадково, з невідомих причин, або внаслідок нездоланної сили, збитки несе той, хто їх зазнав. За наявності чиєїсь вини, в тому числі лоцмана, збитки відшкодовуються пропорційно її ступеню.
Капітан кожного з суден, що зазнали аварії, зобов'язані надати допомогу іншому судну, якщо це не несе серйозної небезпеки для свого судна, екіпажу і пасажирів, а також повідомити йому назву свого корабля, порт приписки, порти відправлення і призначення. За невиконання цієї вимоги капітан несе особисту кримінальну відповідальність.

## Навмисний навал

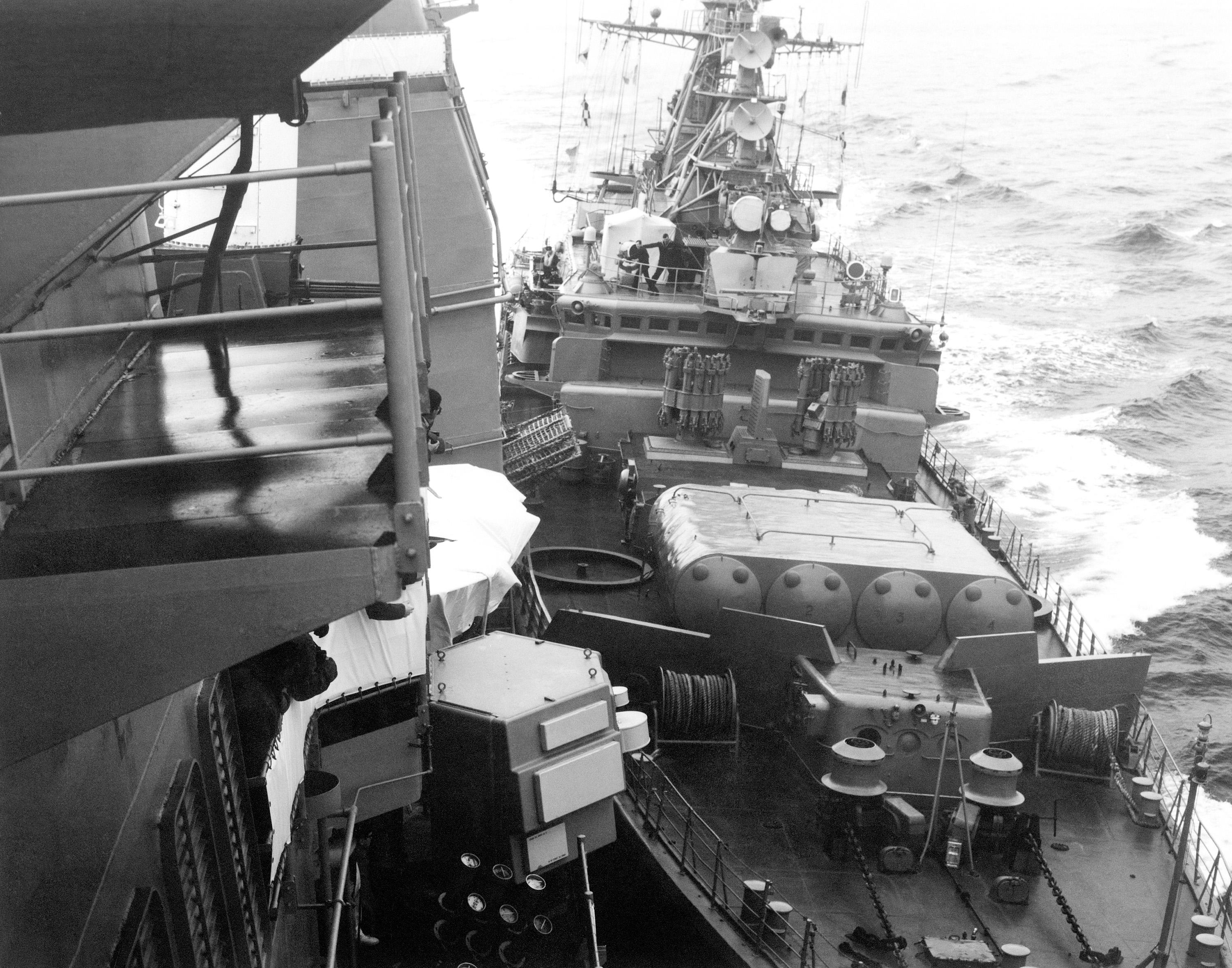
Навал СКР ЧФ СРСР «Беззавєтний» на крейсер ВМС США «Йорктаун», 1988

Свідомий (навмисний, спланований) навал — досить унікальний в своєму роді приклад використання сучасних бойових кораблів без застосування зброї, тобто шляхом зіткнення з кораблем противника. Умисний навал є грубим порушенням Правил попередження зіткнень суден у морі і засуджується Міжнародним морським правом.
Найбільш відомий інцидент в Чорному морі у 1988 році, коли сторожовий корабель ЧФ СРСР «Беззавєтний» здійснив навал на крейсер ВМС США «Йорктаун», а СКР-6 — на есмінець «Керон». У 2018 році російський прикордонний корабель «Дон» під час нападу на групу українських катерів в Керченській протоці здійснив умисний навал на український рейдовий буксир «Яни Капу».